# Ketti Gallian
Victorine Catherine Galliano dite Ketti Gallian, née le 24 décembre 1911 à Nice et morte le 31 octobre 1972 dans le 16e arrondissement de Paris, est une actrice française.

## Filmographie
- 1931 : Côte d'Azur de Roger Capellani : Yvonne Cazin
- 1931 : Indéfrisable, court métrage de Jean de Marguenat
- 1932 : Avec l'assurance de Roger Capellani
- 1932 : Les Ruines de Gallifontaine, court métrage de Marco de Gastyne
- 1932 : Sens interdit, court métrage de Jean de Marguenat
- 1934 : Marie Galante de Henry King : Marie Galante
- 1934 : George White's Scandals de Thornton Freeland, Harry Lachman et George White
- 1935 : Les Nuits de la pampa (Under the Pampas Moon) de James Tinling : Yvonne Lamar
- 1937 : L'Entreprenant Monsieur Petrov (Shall we dance) de Mark Sandrich : Lady Denise Tarrington
- 1937 : Aloha, le chant des îles de Léon Mathot : Maoupiti
- 1937 : Espionnage de Kurt Neumann : Sonia Yaloniv
- 1938 : La Piste du sud de Pierre Billon : Hélène Marchand
- 1944 : Mademoiselle X de Pierre Billon : Catherine Nanteuil
- 1949 : Du Guesclin de Bernard de Latour : Jeanne de Mallemains
- 1949 : Agnès de rien de Pierre Billon : Alix
- 1955 : Soupçons de Pierre Billon : Cécile de Villesec